# Chadra Al Sa’ad
Chadra Al Sa’ad (arab. ‏خضراء آل سعد‎) – miasto w północnym Omanie, w prowincji Szamal al-Batina, nad Zatoką Omańską. Według spisu ludności w 2020 roku liczyło 36,3 tys. mieszkańców. Jest częścią wilajetu As-Suwajk.